# Odin Langen

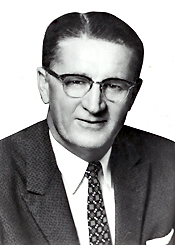
Odin Langen

Odin Elsford Stanley Langen (* 5. Januar 1913 in Minneapolis, Minnesota; † 6. Juli 1976 in Kennedy, Minnesota) war ein US-amerikanischer Politiker. Zwischen 1959 und 1971 vertrat er den Bundesstaat Minnesota im US-Repräsentantenhaus.

## Werdegang
Odin Langen besuchte die öffentlichen Schulen seiner Heimat und danach von 1933 bis 1934 das Dunwoody Institute in Minneapolis. Danach arbeitete er in der Nähe der Gemeinde Kennedy als Farmer. Zwischen 1935 und 1950 war er auch für die Vermarktungsgesellschaft (Production Marketing Administration) im Kittson County tätig. In den Jahren 1948 und 1950 fungierte er als Präsident des Schulausschusses von Kennedy. Er war auch Mitglied im Schulausschuss der Stadt South Red River.
Langen war Mitglied der Republikanischen Partei. Von 1950 bis 1958 saß er als Abgeordneter im Repräsentantenhaus von Minnesota. Bei den Kongresswahlen des Jahres 1958 wurde er im neunten Wahlbezirk von Minnesota in das US-Repräsentantenhaus in Washington, D.C. gewählt, wo er am 3. Januar 1959 die Nachfolge von Coya Knutson antrat. Nach einer Wiederwahl im Jahr 1960 konnte er diesen Distrikt bis zu dessen Auflösung am 3. Januar 1963 im Kongress vertreten. Bei den Wahlen des Jahres 1962 wurde er im siebten Bezirk als Nachfolger von Herman Carl Andersen in das US-Repräsentantenhaus gewählt. Nach drei Wiederwahlen konnte er diesen Distrikt dort bis zum 3. Januar 1971 repräsentieren. Während seiner Zeit im Kongress begann der Vietnamkrieg. Innenpolitisch wurden die Vereinigten Staaten durch Rassenunruhen erschüttert.
Bei den Wahlen des Jahres 1970 verlor Langen gegen Robert Bergland. In den Jahren 1971 und 1972 war er beim US-Landwirtschaftsministerium beschäftigt. Danach zog er sich aus der Politik zurück und arbeitete wieder als Farmer. Odin Langen starb am 6. Juli 1976.